# Jan Werner (atlet)
Jan Werner, poljski atlet, * 25. julij 1946, Brzeziny, Powiat Wieluński, Poljska, † 21. september 2014, Varšava.
Werner je v času svoje kariere veljal za specialista za tek na 400 m. Vrhunci njegove kariere sta dva evropska naslova (na 400 m in v štafeti 4x400 m) ter srebro s Poletnih olimpijskih iger 1976 v Montrealu.

## Kariera
Wernerjevi prvi uspehi z mednarodnih tekmovanj so prišli z Evropskim prvenstvom 1966 v Budimpešti. Sredi madžarske prestolnice se je najprej predstavil v teku na 200 m, v katerem je s časom 21.1 zasedel četrto mesto. Zatem je nastopil še s štafeto 4x400 m v postavi Werner-Edmund Borowski-Stanisław GrędzińskiAndrzej Badeński. Poljska je pred pričetkom veljala za velikega favorita, saj sta pred tem odlično formo na 400 m prikazala Grędziński in Badeński, ki sta v tej disciplini slavila dvojno zmago. Četverica je naposled odtekla nov državni rekord 3:04.5 in pričakovano zmagala pred obema nemškima štafetama.
Poljska štafeta je tudi z Wernerjevo pomočjo nato slavila še na Evropskem dvoranskem prvenstvu 1968, tedaj v postavi Waldemar Korycki-Jan Balachowski-Werner-Badeński. Jeseni tistega leta se je Werner v Ciudad de Mexicu udeležil svojih prvih Poletnih olimpijskih iger. V teku na 400 m je po odlični predstavi za las zaostal za finalom, saj je v svoji polfinalni skupini končal kot peti. Še dramatičneje se je za Poljsko odvila štafeta 4x400 m. Ob prepričljivem vodstvu ameriške štafete in zanesljivem drugem mestu za štafeto iz Kenije se je namreč razvil ogorčen boj za tretje mesto med zahodnonemško in poljsko štafeto. Četrti tekač zahodnonemške štafete Martin Jellinghaus je povsem v zaključku strl odpor Andrzeja Badeńskega, Poljska je tako s časom 3:00.58 končala na četrtem mestu, za bronom je zaostala le za stotinko - čas Zahodne Nemčije je bil 3:00.57. 
Werner je bil med zmagovalci tudi na naslednjem Evropskem dvoranskem prvenstvu, leta 1969 v Beogradu. Po srebru na 400 m, ko je s časom 47.4 zaostal le za rojakom Balachowskim, je poljska štafeta v postavi Werner-Jan Radomski-Badeński-Balachowski prigrebla do zlata. Drugo mesto je po fotofinišu (z istim izidom kot Poljska - 3:01.9) zasedla Sovjetska unija. Istega leta je v Atenah potekalo še Evropsko prvenstvo na prostem. Werner je uspešno leto tako zaokrožil še z naslovom evropskega prvaka na 400 m na prostem, potem ko je v samem zaključku dirke strl odpor Francoza Jean-Clauda Nalleta in branilca naslova, rojaka Grędzińskega. V štafeti 4x400 m so slavili Francozi, drugo in tretje mesto sta pripadli Sovjetski zvezi in Zahodni Nemčiji. Vnovič je bil četrti tekač zahodnonemške štafete Martin Jellinghaus, ki je Wernerju in Poljski bron odščipnil praktično na ciljni liniji. Poljska četverica se je tako morala s časom 3:03.1 zadovoljiti s četrtim mestom.
Na Evropskem dvoranskem prvenstvu 1970 je Wernerjeva poljska štafeta na Dunaju pritekla do srebra sčasom 3:07.5, medtem ko je prvo mesto osvojila nedosegljiva sovjetska štafeta (3:05.9). Leto kasneje je poljska štafeta v postavi Waldemar Korycki-Werner-Badeński-Balachowski vrnila udarec in na prvenstvu v Sofiji pobral zlato. V tokrat pravi štafeti 4x400 m so dosegli čas 3:11.1, s čimer so pustili za sabo sovjetsko štafeto na drugem mestu (3:11.9). Poleti 1971 se je v Helsinkih odvila nova izvedba Evropskega prvenstva. Werner je v posamični preizkušnji na 400 m s časom 45.6 pritekel do brona, za Britancem Davidom Jenkinsom in Italijanom Marcellom Fiasconarom. V štafeti je slavila Zahodna Nemčija, medtem ko je Poljska z Badeńskim, Balachowskim, Koryckim in Wernerjem v času 3:03.6 osvojila srebro.
Na Evropskem dvoranskem prvenstvu 1972 je Werner znova stal na stopničkah za zmagovalce. Poljska štafeta je namreč v postavi Werner-Korycki-Balachowski-Badeński pritekel do zlata, pred vzhodnonemško štafeto. Kasneje v tistem letu so potekale Poletne olimpijske igre v Münchnu, druge v Wernerjevi karieri. V teku na 400 m se je prebil skozi sito kvalifikacij in četrtfinalnih bojev, a je nato v polfinalu s časom 46.26 zasedel 6. mesto in izpadel. V finale se je vendarle prebil s štafeto, a je slednja dosegla čas 3:01.05 in končala kot peta. 
Po petih štafetnih in eni posamični medalji se je Werner leta 1972 odločil končati s svojimi nastopi na Evropskih dvoranskih prvenstvih. Na Evropskem prvenstvu 1974 poljska štafeta ni tekmovala, v teku na 400 m pa se ni uspel prebiti v finale. 
Svoj zadnji večji uspeh je Werner dosegel na Poletnih olimpijskih igrah 1976 v kanadskem Montrealu. V polfinalu teka na 400 m je dosegel svoj nov osebni rekord 45.44 in se kot četrti v svoji polfinalni skupini prebil v finale, v katerem pa je tekel slabše (45.63) in zasedel zadnje 8. mesto. Da bi osvojilvsaj bronasto medaljo, bi moral svoj osebni rekord iz polfinala izboljšati še za dodatne pol sekunde. Drugačna zgodba se je odvila v štafetni preizkušnji, v kateri se je Poljska predstavila z novimi obrazi. Štafeta je namreč v postavi Jerzy Pietrzyk-Werner-Ryszard Podlas-Zbigniew Jaremski v finalu s časom 3:01.43 zaostala le za ameriško štafeto (2:58.65) in se tako veselila olimpijskega srebra. Bron je pobrala Zahodna Nemčija.
Poleg mednarodnih uspehov je Werner dosegal odlične dosežke tudi na državni ravni. V letih 1967, 1969 in 1971 je postal državni prvak v teku na 200 m, medtem ko je na dvakrat daljši razdalji slavil v letih 1968, 1970, 1971 in 1976.

## Osebni rekordi
| Disciplina | Dosežek | Prizorišče       | Datum          |
| ---------- | ------- | ---------------- | -------------- |
| 200 m      | 20.4    |                  |                |
| 400 m      | 45.44   | Montreal, Kanada | 28. julij 1976 |

- Vir:[3]